# Phaeohelotium umbilicatum
Phaeohelotium umbilicatum är en svampart som först beskrevs av Le Gal, och fick sitt nu gällande namn av Dennis 1971. Phaeohelotium umbilicatum ingår i släktet Phaeohelotium och familjen Helotiaceae.   Inga underarter finns listade i Catalogue of Life.